# Maisoncelles-la-Jourdan
Maisoncelles-la-Jourdan is een plaats en voormalige gemeente in het Franse departement Calvados in de regio Normandië en telt 470 inwoners (1999).
Op 1 januari 2016 opgegaan in de huidige gemeente Vire Normandie. Deze gemeente maakt deel uit van het arrondissement Vire.

## Geografie
De oppervlakte van Maisoncelles-la-Jourdan bedraagt 13,4 km², de bevolkingsdichtheid is 35,1 inwoners per km².
De onderstaande kaart toont de ligging van Maisoncelles-la-Jourdan met de belangrijkste infrastructuur en aangrenzende gemeenten.

## Demografie
Onderstaande figuur toont het verloop van het inwonertal (bron: INSEE-tellingen).
Vanwege een beveiligingsprobleem met de MediaWiki Graph-software is het momenteel niet mogelijk deze grafiek weer te geven. Zodra de software is bijgewerkt zal de grafiek vanzelf weer zichtbaar worden.
Coulonces · Maisoncelles-la-Jourdan · Roullours · Saint-Germain-de-Tallevende-la-Lande-Vaumont · Truttemer-le-Grand · Truttemer-le-Petit · Vaudry · Vire